# Amfiteatar u Puli
Amfiteatar u Puli ili pulska Arena (u narodu poznata i kao Divić-grad) najveći je i najsačuvaniji spomenik antičkog graditeljstva u Hrvatskoj. Uspoređujući ga s više od 200 rimskih amfiteatara, plašt pulskog amfiteatra s četiri stubišna tornja je najsačuvaniji i rijedak primjer jedinstvenih tehničkih i tehnoloških rješenja. Po veličini zauzima 6. mjesto među rimskim amfiteatrima na svijetu, te je jedini u svijetu čija su sva tri rimska arhitektonska reda u potpunosti očuvana. Pulski se amfiteatar stavlja uz bok Koloseju u Rimu, Areni u Veroni, amfiteatrima u Pompejima, Nimesu i Arlesu u Francuskoj i El Džemu u Tunisu. Iznenađujuće je da Arena kao neosporno kulturološko blago Hrvatske, ali i svijeta još nije na Popisu svjetske baštine UNESCO-a. Hrvatska je Arenu dva puta kandidirala za Listu, a potom povukla kandidaturu.
Arena krasi (zajedno s tlocrtom Motovuna) naličje novčanice od 10 kuna.

## Opis građevine
Zidni plašt s velikim polukružnim otvorima izgrađen je od domaćeg vapnenca. Unutarnji dijelovi temelja, koji nisu bili vidljivi, kao i zidovi unutrašnjih tehničkih hodnika, prolaza i stepeništa, bili su građeni od sitnog kamenja vezanog žbukom, s ožbukanom površinom. Kamen za gradnju amfiteatra dopremao se na gradilište iz kamenoloma oko Pule koji su bili uz samu morsku obalu, jer je velike blokove za gradnju impozantnog gledališta i vanjskog plašta koji je do danas sačuvan bilo najjednostavnije prevoziti morem do pulske luke. Kamenoloma oko Pule ima više, ali najpoznatiji je vinkuranski koji je i danas poznat pod imenom Cave Romane. 
Izuzetno geometrijski pravilna građevina, ima eliptični izgled duljine 132,45 m (duža os), širine 105,10 m (kraća os) i visine na morskoj strani do 32 metra. Zbog pojednostavnjenja i stabilnosti, istočni dio konstrukcije sa samo dva kata položen je na prirodno uzvišenje. Zapadni dio amfiteatra, okrenut moru, izgrađen je na tri kata. Središte amfiteatra je borilište ili arena veličine 67,90 x 41,60 m, a od prostora za gledatelje bila je odijeljena 1,16 m širokim kanalom pokrivenim pločama. U samu arenu ulazilo se na dvoja glavna ulaza u smjeru njezine duže osi i na nekoliko sporednih ulaza. Naziv arena potječe od lat. harena = pijesak, jer ona je u rimsko doba bila posuta pijeskom kojim su se također poslije svake borbe posipali i tragovi krvi ljudi i životinja. 
Prostor za gledatelje nalazio se iznad same arene i širio se poput elipsoidnog lijevka u koncentričnim stepeničasto položenim redovima kamenih sjedala. Katove su međusobno povezivale stepenice. Prostor za gledatelje (cavea) natkrivao se platnom ili velarijem, a mogao je primiti oko 23 000 gledatelja, koji su sa stubišta koje je okruživalo cijeli središnji ravni prostor – borilište, mogli pratiti gladijatorske i slične borbe i nerijetko krvoločne prizore sa zvijerima.
U amfiteatar je vodilo ukupno 15 prolaza. U četiri tornja na vanjskoj fasadi nalazile su se dvojne stepenice kojima se ulazilo u gornje katove. Svaki od četiriju tornjeva imao je po dvije vodospreme te sprave za špricanje mirisne vode po gledalištu. Ispod borilišta u smjeru njegove duže osi nalazila se prostorija kojoj su strop nosili stupovi i pilastri, a u njoj su bile smještene sprave za aranžiranje scene. Ispod borilišta nalazio se i sustav kanala za prikupljanje voda koje su se odvodili u more. Također su pronađeni i ostaci hodnika koji je vodio prema sjeveroistoku, a koji je vjerojatno spajao amfiteatar sa zgradom za gladijatore koja se nalazila u njegovoj neposrednoj blizini, čiji ostaci nisu pronađeni.
Prostorije za zvijeri nalazile su se na krajevima podzemne prostorije amfiteatra koja se prostirala duž veće osi amfiteatra u smjeru sjever-jug. Prostorije za zvijeri bile su povezane prolazom sa središnjom podzemnom prostorijom. Pored popločenog atrija na južnoj strani amfiteatra nalazili su se mali podest i svetište božice Nemeze. Svečana dvorana nalazila se na zapadnom kraju a do nje se dolazilo iz dva ulaza s morske strane kroz uski nadsvođeni hodnik. S obje strane svečane dvorane nalazile su se počasne dvorane, a ispred svih njih odmah uz unutarnji potporni zid terase bilo je smješteno malo svetište, najvjerojatnije posvećeno Mitri.
Zbog specifičnosti konstrukcije, na pulskom se Amfiteatru mogu izučavati tradicionalni načini i metode građenja u antici, što ga čini jedinstvenim i po čemu se bitno razlikuje od ostalih u svijetu. Posebice se ističu nosači koji su služili za natkrivanje amfiteatra velarijem koji je štitio gledatelje od kiše i sunca, što potvrđuju rijetko sačuvani elementi konstrukcije upravo na pulskom primjeru.

## Povijest

### Gradnja
Sama gradnja Arene se odvijala u nekoliko faza tijekom 1. stoljeća. Smatra se da je već u doba cara Augusta na istom mjestu stajala slična,ali manja i pretežno od drva izrađena građevina. Za vrijeme vladavine dinastije Flavijevaca (Vespazijan, Tit, Domicijan) u drugoj polovici 1. stoljeća Arena je dodatno proširena, a drveni dijelovi su zamijenjeni kamenom, a Arena poprima današnji izgled. Ne znaju se podrobniji podaci o točnom vremenu i trajanju izgradnje, niti o graditeljima: kako povijesni, tako i arheološki izvori o osnovnoj namjeni amfiteatra vrlo su škrti. Zanimljivo je da se u otprilike isto vrijeme gradi Koloseum u Rimu, Italija. 
Još nije u potpunosti poznato zašto su uopće Rimljani u Puli gradili ovako monumentalnu građevinu. Jedna legenda kaže da je amfiteatar u Puli dao sagraditi car Vespazijan u čast svojoj ljubavnici Antoniji Cenidi koja je u Puli imala posjede.

### Legenda o gradnji Divić-grada
U davno doba Istru su nastanjivale vile. Noću bi plesale po livadama i šumskim proplancima, ponekad bi se i ukazale običnim ljudima, ali nikad nikome nisu učinile ništa nažao. Vile iz istarskih legendi mogu čovjeku podariti sreću, a često su i graditeljice. 
Pripovijeda se tako da su vile gradile Arenu u Puli. Cijelu su noć nosile kamenje s Učke, slagale ga uokrug i tako je red po red nastajao njihov grad, Divić-grad (staroslavenski naziv za čudo je divić). Ali, kako su vile stvorenja noći, gradit su mogle tek dok se ne začuje prvi pijetao. Vile su morale prekinuti posao i pobjeći da ih ljudi ne spaze. Njihov je Divić-grad ostao nedovršen i zato je Arena danas bez krova. Širom Istre, od Učke do mora, ostalo je rasuto ogromno kamenje koje su vile nosile da ga ugrade u Arenu, ali ih je pijetlov glas u tome omeo, i vile su kamenje morale ispustiti na mjestu na kojem su se zatekle.
Ova legenda vjerojatno je nastala kao posljedica strahopoštovanja koje je amfiteatar izazivao kod svih pridošlica u Istru, pa tako i kod Hrvata koji su je, poput drugih, smatrali za čudo. Tako je Arena dobila i svoj pučki naziv – Divić-grad – jer 'divić' znači čudo, i etimološki nema veze s 'divicama', odnosno vilama. Zanimljivo je da su rimski graditelji učinili ono što vilama iz legende nije uspjelo: na četiri tornja bili su postavljeni uređaji za zatezanje velarija, platnenog krova koji je štitio gledatelje od jakog sunca.

### Sudbina Arene u srednjem vijeku
Za pulsku Arenu nema nepobitnih povijesnih tragova ubijanja prvih kršćana, ali kasnija legenda o sv. Germanu kazuje da su mu 284. godine sudili u amfiteatru da bi ga vojnici potom odveli podalje od grada gdje su mu odrubili glavu.
Svojoj prvotnoj svrsi amfiteatar je služio do 5. stoljeća kada je car Honorije zabranio gladijatorske borbe. Borbe među osuđenicima, posebice onima osuđenima na smrt, i divljim životinjama nastavile su se do 681. godine kada su i one zabranjene.
Nakon pada Zapadnog Rimskog Carstva i tijekom Srednjeg vijeka amfiteatar je uglavnom služio za ispašu stoke koja je prehranjivala lokalno stanovništvo, a ponekad su se znali održati sajmovi i viteški turniri koje su organizirali Malteški vitezovi. Osim toga, tijekom mletačke vladavine Pulom, Arena se povremeno koristila za održavanje sajmova, ali kako je gospodarstvo Pule od 14. stoljeća bilo u opadanju zbog opadanja broja stanovnika, tako je i značaj amfiteatra bio sve manji. Ipak, to što se Pula zbog malaričnosti nije mogla razvijati kao grad, luka i posredničko središte, dovelo je do gotovo posvemašnjeg zastoja u graditeljskoj djelatnosti, pa je možda i to spasilo vanjski zidni plašt Arene koji i danas stoji kao ponosna kruna čipkaste strukture lučnih i četvrtastih "prozora" što nijemo svjedoče o nekadašnjoj velebnosti, o sjaju i raskoši prošlih vremena.

### Opstanak usprkos opasnostima
U nekoliko je navrata kroz povijest prijetila opasnost da amfiteatar u Puli potpuno nestane.
Ljudi su često kroz povijest koristili kamene blokove ugrađene u amfiteatar za gradnju i obnovu vlastitih kuća. Čak su vadili željezne šipke koje su vanjskom zidu dodatno dale čvrstoću. Veliki blokovi stepenica gledališta, kojih je sigurno bilo nekoliko tisuća kubika, uzimani su kao građevinski materijal, tako da je Arena zapravo postala velikim i lako dostupnim skladištem lijepo obrađenog kamena. Akvilejski patrijarh je oko 1260. godine odredio novčanu kaznu za one koji se koriste kamenom građom amfiteatra.
Godine 1458. gradsko vijeće Pule zabranilo je korištenje materijala iz Arene kao i prodaju dijelova građe, nakon što je veliki dio arene doslovce ugrađen u palače i trgove Mlečana.
Godine 1583. Mletačka Republika došla je na ideju da amfiteatar "razmontira" te ponovno složi, ali u Veneciji. Nasreću ovom suludom planu suprotstavio se ugledni mletački senator Gabriele Emo, pa do "preseljenja" Arene ipak nije došlo. Zahvalni Puljani su mu na sjeverozapadnoj kuli Arene postavili ploču s obiteljskim grbom i zahvalnicom na latinskom, koja glasi: 
Opasnost za cjelovitost Arene ponovila se i u 17. stoljeću kada su Mlečani predložili vojnom graditelju Antoineu De Villeu, koji je tek bio podigao tvrđavu na samom središnjem brežuljku da, radi uštede novca iz državne blagajne, za gradnju utvrde na otočiću Sv. Andrije u pulskom zaljevu upotrijebi kamen sa spomenika. Ali iz spomenutog De Villeovog teksta "Prejasnom vladaru Države Mletačke" saznajemo kako se De Ville srčano s mnogo argumenata usprotivio takvom naumu, te zaključio riječima: 
Amfiteatar se posljednji put koristio kao izvor kamena 1709. godine za izgradnju temelja zvonika pulske katedrale. 

### Dojmovi posjetitelja
Amfiteatar je bio i predmetom zanimanja svih onih koji su u prošlosti, slučajno ili namjerno, došli u Pulu, mnogi i samo zato što su lađe u pulskoj luci morale ponekad čekati povoljan vjetar za nastavak putovanja. Ipak, i takvi slučajni posjetitelji širili su vijesti o postojanju velebnih antičkih spomenika Pule, među kojima je Arena, zbog svoje veličine i očuvanosti, svakako imala status gotovo zaštitnog znaka. Sebastiano Serlio i Andrea Palladio crtali su pojedinosti konstrukcije i ukrasa, ono malo ukrasa koji čine razgibanost svjetla i sjene u igri na površini zidnog plašta. Gianbattista Piranesija je zanimala Arena kao spomenik, ruina, ruševina u isto toliko zapuštenom krajoliku, Louis-François Cassas je risao dokumentaristički, Thomas Allason romantičarski. Svako je razdoblje na svoj način doživljavalo Arenu, pa tako i današnje vrijeme ima svoj odnos prema spomeniku koji je možda najlakše opisati kao ljetnu preplavljenost posjetiteljima što radoznalo zaviruju u svaki kutak, penju se na svaku izbočinu, na sjeverozapadnu kulu odakle se vidi bliža okolica spomenika koji je danas uronjen u vrevu gradskog tkiva.

### Rekonstrukcije Arene
General Auguste Marmont, francuski upravitelj Ilirskih provincija započeo je obnovu Arene. Godine 1816. obnovu je nastavio ticinski arhitekt Pietro Nobile, kojemu je taj zadatak povjerio car Franjo I. Austrijski. 
Godine 1932. obnovljeno je gledalište samo s jedne strane amfiteatra, ali i taj dio bio je tek polovica prvotnog gledališta koje je izvorno bilo podijeljeno na dva kata ili meniana. Amfiteatar je tako postao mjesto kazališnih izvedbi, vojnih ceremonija i javnih okupljanja. U današnjem stanju može prihvatiti 5.000 gledatelja.
Posljednja rekonstrukcija Arene trajala je od 1984. do 1986. tijekom koje su popravljene i konsolidirane strukture u prizemlju te su ponovo izgrađeni djelovi jugozapadnog stubišta i stubišta unutar Arene. Rekonstrukcija je napravljena po pravilima struke: kamen je dobavljen iz istog kameneloma koji su koristili i prvi graditelji Arene, a forma novih elemenata napravljena je u skladu s očuvanim arheološkim ostatcima i poštovana je autentičnost originalne građevine. U tijeku je nova rekonstrukcija (pokrenuta 2008.) koja će odvijati u nekoliko faza, a pretpostavlja se da će trajati 20-ak godina.

## Današnja Arena
Od 1954. godine u Areni se svake godine održava Festival igranog filma u Puli. 
Također, Arena je danas magnet i za popularne svjetske glazbenike. Neki od glazbenika koji su u njoj održali koncert jesu: Luciano Pavarotti, Andrea Bocelli, Dua Lipa, Jamiroquai, Anastacia, Eros Ramazzotti, Norah Jones, Zucchero, Sinéad O'Connor, Elton John, Sting, Manu Chao, Duran Duran, Arctic Monkeys i Foo Fighters.
Arena se pojavljuje i u filmu Titus (1999.), adaptaciji Shakespearove tragedije Titus Andronicus.
U nekadašnjem hypogeumu (prostor ispod arene gdje su bile smještene divlje životinje i gladijatori) danas je postavljena stalna izložba „Maslinarstvo i vinogradarstvo Istre u antici”, obogaćena rekonstrukcijama mašina za proizvodnju ulja i vina (mlinovi, tijeskovi, posude za taloženje), te amforama koje su služile kao ambalaža za prijevoz ulja i vina.
Umjetničkom instalacijom Kravata oko Arene 2003. godine svijet je obišla slika najduže kravate na svijetu omotane oko Arene. Tako je kravata duga 808 m i teška 800 kg ušla u Guinessovu knjigu rekorda.

## Panorama
- Panorama amfiteatra iznutra

## Ostali rimski amfiteatri na području današnje Hrvatske
Iako je Arena u Puli najveći i najsačuvaniji rimski amfiteatar na području današnje Hrvatske, nipošto nije jedini. Svakako značajno mjesto zauzima amfiteatar u današnjem Solinu kod Splita, a u rimsko doba Saloni koja je kroz stoljeća bila središte rimske provincije – najprije Ilirika, a potom Dalmacije. S obzirom na važnost i veličinu Salone nije ni čudo da su Rimljani u drugoj polovici 2. stoljeća sagradili prilično veliki amfiteatar (126 x 102m, na južnoj strani je imao čak 3 kata) koji je mogao primiti između 15 000 i 18 000 ljudi. Amfiteatar je preživio propast Salone, ali su ga Mlečani srušili u 17. stoljeću kako ne bi Turcima poslužio kao zaklon. Daljnja devastacija se nastavila od strane domaćeg stanovništva koje je odnosilo kamen za svoje građevinske potrebe. Tako su danas od amfiteatra ostale tek ruševine. Kasnije ga je prekrila zemlja, a amfiteatar je zaboravljen. Otkriven je tek 1846. godine. Istraživanju solinskog amfiteatra doprinijeli su poznati arheolozi poput Don Frane Bulića i danskog arheologa Ejnara Dyggvea.
Osim solinskog amfiteatra u starijoj literaturi spominju se amfiteatri u Epidaurumu (danas Cavtat), Jaderi (današnji Zadar), Aequumu (danas Čitluk kod Sinja) i Burnumu (kod Knina).

## Galerija
- Amfiteatar u Puli
- Amfiteatar u Puli
- Amfiteatar u Puli
- Amfiteatar u Puli
- Amfiteatar u Puli
- Amfiteatar u Puli
- Amfiteatar u Puli
- Amfiteatar u Puli
- Amfiteatar u Puli
- Amfiteatar u Puli
- Dio amfiteatra u Puli
- Amfiteatar u Puli
- Amfiteatar u Puli
- Dio amfiteatra u Puli
- Dio amfiteatra u Puli
- Dio amfiteatra u Puli
- Dio amfiteatra u Puli
- Amfiteatar u Puli s pogledom na zvonik crkve
- Dio amfiteatra u Puli
- Dio amfiteatra u Puli
- Dio amfiteatra u Puli
- Dio amfiteatra u Puli
- Dio amfiteatra u Puli
- Amfiteatar u Puli

## Vanjske poveznice
- Arheološki muzej Istre
- TZ Pule  Arhivirana inačica izvorne stranice od 13. svibnja 2011. (Wayback Machine)
- Računalna rekonstrukcija Arene
- Amfiteatar u Puli Hrvatska tehnička enciklopedija, portal hrvatske tehničke baštine. LZMK